# Petitmagny
Petitmagny és un municipi francès situat al departament del Territori de Belfort i a la regió de Borgonya - Franc Comtat. L'any 2007 tenia 275 habitants.

## Demografia

### Població
El 2007 la població de fet de Petitmagny era de 275 persones. Hi havia 104 famílies de les quals 24 eren unipersonals (8 homes vivint sols i 16 dones vivint soles), 40 parelles sense fills, 36 parelles amb fills i 4 famílies monoparentals amb fills.
La població ha evolucionat segons el següent gràfic:
Habitants censats

### Habitatges
El 2007 hi havia 129 habitatges, 114 eren l'habitatge principal de la família, 10 eren segones residències i 5 estaven desocupats. 121 eren cases i 6 eren apartaments. Dels 114 habitatges principals, 103 estaven ocupats pels seus propietaris, 10 estaven llogats i ocupats pels llogaters i 1 estava cedit a títol gratuït; 5 tenien dues cambres, 13 en tenien tres, 25 en tenien quatre i 71 en tenien cinc o més. 100 habitatges disposaven pel capbaix d'una plaça de pàrquing. A 35 habitatges hi havia un automòbil i a 73 n'hi havia dos o més.

### Piràmide de població
La piràmide de població per edats i sexe el 2009 era:
| Homes | Edats   | Dones |
| ----- | ------- | ----- |
| 0     | 95 o +  | 0     |
| 0     | 90 a 94 | 0     |
| 0     | 85 a 89 | 0     |
| 0     | 80 a 84 | 4     |
| 4     | 75 a 79 | 4     |
| 12    | 70 a 74 | 4     |
| 8     | 65 a 69 | 20    |
| 4     | 60 a 64 | 8     |
| 0     | 55 a 59 | 4     |
| 8     | 50 a 54 | 8     |
| 20    | 45 a 49 | 8     |
| 20    | 40 a 44 | 16    |
| 8     | 35 a 39 | 12    |
| 8     | 30 a 34 | 8     |
| 0     | 25 a 29 | 0     |
| 16    | 20 a 24 | 4     |
| 4     | 15 a 19 | 24    |
| 16    | 10 a 14 | 12    |
| 12    | 5 a 9   | 12    |
| 4     | 0 a 4   | 8     |

## Economia
El 2007 la població en edat de treballar era de 174 persones, 133 eren actives i 41 eren inactives. De les 133 persones actives 125 estaven ocupades (75 homes i 50 dones) i 8 estaven aturades (2 homes i 6 dones). De les 41 persones inactives 14 estaven jubilades, 11 estaven estudiant i 16 estaven classificades com a «altres inactius».

### Ingressos
El 2009 a Petitmagny hi havia 115 unitats fiscals que integraven 280 persones, la mediana anual d'ingressos fiscals per persona era de 21.944,5 €.

### Activitats econòmiques
Dels 2 establiments que hi havia el 2007, 1 era d'una empresa de construcció i 1 d'una empresa de serveis.
L'any 2000 a Petitmagny hi havia 5 explotacions agrícoles.

## Equipaments sanitaris i escolars
El 2009 hi havia una escola elemental integrada dins d'un grup escolar amb les comunes properes formant una escola dispersa.

## Poblacions més properes
El següent diagrama mostra les poblacions més properes.